# Christian Georg Nathan David
Christian Georg Nathan David, född den 16 januari 1793 i Köpenhamn, död där den 18 juni 1874, var en dansk statsman och nationalekonom. 
David föddes av judiska föräldrar, men övergick 1830 till kristendomen. År 1823 blev han filosofie doktor i Göttingen och 1830 professor i statsekonomi. År 1834 uppsatte han veckobladet Fædrelandet, som blev ett liberalt oppositionsblad, och i förening med Johannes Dam Hage stod han i spetsen för dess redaktion till 1839. År 1835 ådrog han sig ett tryckfrihetsåtal. Trots att han frikändes, miste han till följd därav sitt ämbete. Han medverkade även till Fædrelandets utvidgande till daglig tidning 1839, men drog sig tillbaka från redaktionen 1840. 
Strax efteråt blev David, som kände sig dragen till Kristian VIII, medlem av fångvårdskommissionen. Åren 1849-1858 var David överinspektör för fängelserna och medverkade som sådan till åtskilliga reformer, förnämligast till cellfängelsesystemets införande. År 1840 blev han borgarrepresentant (medlem av "byraadet") i Köpenhamn och var 1841–1849 rådman (medlem av magistraten). Åren 1842–1846 var han ständerdeputerad, men han avlägsnade sig alltmer från det liberala partiet. Han föll därför igenom vid valet till den grundlagsstiftande riksförsamlingen, 1848. Han blev dock kungavald medlem av nämnda riksdag.
David kämpade där häftigt mot de nya valrättsbestämmelserna, såsom alltför demokratiska, och var en av de nio, som protesterade mot grundlagen. Åren 1850–1852 hade han säte i folketinget, där han deltog i synnerhet i debatterna om finansiella frågor. År 1854 blev han chef för statistiska byrån och 1858 nationalbankdirektör, vilka ämbeten han innehade till sin död. Som kungavalt riksråd (1854–1866) kämpade han 1856 med värme mot de elva slesvig-holsteinarnas (Carl Scheel-Plessen med flera) förslag om revision av "fællesforfatningen" (författningen för hela monarkin), men hörde annars till den konservativa helstatsoppositionen och motsatte sig 1863 novemberförfattningen för konungariket och Slesvig. 
Efter kriget 1864 blev David finansminister. På denna post förde han, emot riksrådet, regeringens talan i de nya grundlagsförhandlingarna. Med stor iver sökte han åstadkomma ett mer konservativt landsting, emedan han "lige saa meget afskyede den kofteklædte absolutisme som tidligere den purpurklædte". Då han inte kunde genomdriva sin mening, drog han sig tillbaka, i november 1865. Åren 1866–1870 blev han av sina tidigare motståndare, som inte ville, att riksdagen skulle gå miste om hans sakkunskap, vald till landstingsman för Köpenhamn. Som statsekonomisk författare skrev David åtskilliga smärre avhandlingar i "Statsøkonomisk Archiv", som han utgav 1826–1829, och "Nyt Statsøkonomisk Archiv" (1841–1843).